# Anne Karin Elstad

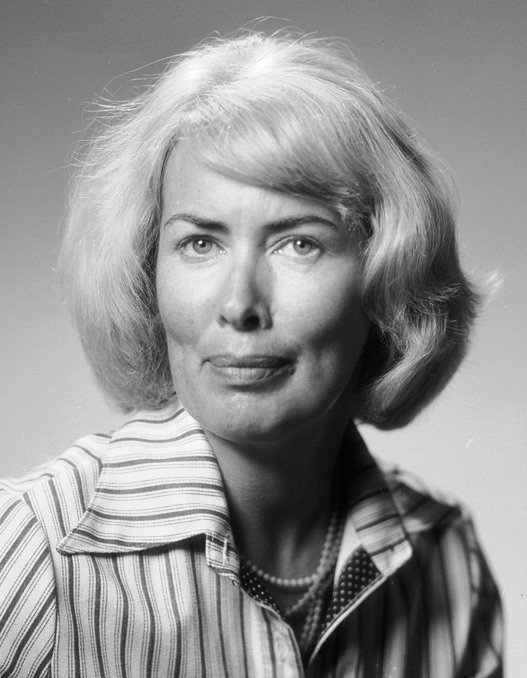
Anne Karin Elstad (1976)

Anne Karin Elstad, född 19 januari 1938 i Valsøyfjord på Nordmøre, död 4 april 2012 i Oslo, var en norsk författare.
Elstad var utbildad lärare och arbetade i yrket under många år innan hon blev författare på heltid. Hon debuterade som författare 1976 med romanen Folket på Innhaug, som var den första av fyra romaner i serien om Innhaugfolket. De tre andra titlarna är Magret (1977), Nytt rotfeste (1979) och Veiene møtes (1980). 
Elstad var också känd för serien om Julie. Den första var Julie (1993), och efter den kom Som dine dager er (1995), Lenker (1998) och Fri (2000). Romanen Odel var en av de mest sålda böckerna i Norge 2003, och Hjem (2006) hade sålt i över 100 000 exemplar då hon fick Det norska läsarpriset för den.
1986 och 1992 drabbades Anne Karin Elstad av slaganfall, något som ledde till att hon var tvungen att lära sig gå på nytt. Hon var inlagd på Sunnaas sykehus för rehabilitering och skrev inte något på åtta år. 
Anne Karin Elstad satt i styrelsen för Den norske Forfatterforening från 1983 till 1987 och var styrelsemedlem i Norsk Forfattersentrum 1991 till 1997.
Lördagen den 17 juni 2006 öppnades Elstadsamlingen i det gamla skolhuset i Otnesbukta. Anne Karin Elstad var själv med vid invigningen.
Elstad avled i sitt hem av en stroke den 4 april 2012.